# Frans Buyens
Pour les articles homonymes, voir Buyens.
Frans Buyens est un cinéaste belge flamand né le 2 février 1924 à Tamise (province de Flandre-Orientale) et euthanasié, à la suite d'une grave maladie, le 26 mai 2004 à Jette (Bruxelles).

## Biographie
Il était le compagnon de la danseuse, chorégraphe, réalisatrice et écrivaine Lydia Chagoll. Ils ont réalisé plusieurs films ensemble.
Autodidacte issu d'un milieu ouvrier, il réalise de nombreux documentaires dès la fin des années 1950, essentiellement pour la BRT. Il a aussi réalisé des films de fiction courts et longs.
Militant contre le militarisme, le racisme et pour la libre-pensée, il a écrit des pamphlets, de nombreux écrits politiques, littéraires et satiriques. Ses films sont engagés.
En 1952, il avait fondé un théâtre satirique à Anvers, Le Coq de Cuivre et, en 1956-57, un journal satirique, Le Satan.
La RTBF coproduit l’un des derniers documentaires en six épisodes commun au couple Buyens-Chagoll, intitulé Savoir Pourquoi.
Atteint d'une longue maladie incurable, Frans Buyens choisit l'euthanasie pour mettre fin à ses jours et à sa douleur.

## Filmographie sélective
- 1962 : Vechten voor onze rechten (Combattre pour nos droits), 60 minutes, montage de found footage sur la grève générale de l'hiver 1960-1961 en Belgique
- 1964 : Allemagne Terminus Est (Deutschland Terminus Ost)
- 1973 : Het dwaallicht
- 1982 : Tijd om gelukkig te zijn (Du temps pour être heureux), 100 minutes, 35 mm, fiction sur le chômage, avec Jan Decleir
- 1983 : Sarah dit... Leila dit...
- 1992 : Minder dood dan de anderen (Moins morte que les autres), 100 minutes, adapté d'un roman autobiographique consacré à la mort de sa mère par euthanasie. Ce sera le premier film belge consacré à la question de l'euthanasie.
- 2003 : La petite peau blanche doit courber la tête devant l'empereur Hirohito, 106 minutes, Beta digital, sur l'expérience de Lydia Chagoll, enfermée dans les camps de concentration japonais en Indonésie, alors colonie néerlandaise.